# Un homme à respecter
Pour plus de détails, voir Fiche technique et Distribution.
Un homme à respecter (Un uomo da rispettare) est un film italo-allemand réalisé par Michele Lupo, sorti en 1972.

## Synopsis
À Hambourg dans les années 1970, Steve Wallace est un génie du cambriolage. Dès sa sortie de prison un ancien complice lui propose un coup que lui seul serait capable de mener à bien. Il refuse la proposition de collaboration mais décide de reprendre l'idée à son compte. Il recrute Marco qui sera chargé, en exécutant un « casse mineur » au mont-de-piété, de lui fournir un alibi pendant qu'il fera le cambriolage censé lui rapporter un million de dollars.

## Fiche technique
- Titre français : Un homme à respecter
- Titre original : Un uomo da rispettare
- Réalisation : Michele Lupo
- Scénario : Michele Lupo, Nico Ducci, Mino Roli & Roberto Leoni
- Musique : Ennio Morricone
- Photographie : Tonino Delli Colli
- Montage : Antonietta Zita
- Production : Marina Cicogna
- Sociétés de production : Paramount-Orion Filmproduktion & Verona Produzione
- Société de distribution : National General Pictures (en)
- Pays :  Italie,  Allemagne de l'Ouest
- Langue : Anglais
- Format : Couleur - Mono - 35 mm - 2.35:1
- Genre : Thriller, Drame
- Durée : 95 minutes
- Dates de sortie : 
  -  Allemagne de l'Ouest : 8 décembre 1972
  -  France : 27 septembre 1973
  -  Italie : 31 décembre 1974

## Distribution
- Kirk Douglas (VF : Roger Rudel) : Steve Wallace
- Giuliano Gemma (VF : Claude Giraud) : Marco
- Florinda Bolkan (VF : Michèle Montel) : Anna
- Reinhard Kolldehoff (VF : Yves Brainville) : L'inspecteur Hoffman
- Wolfgang Preiss (VF : Jean Berger) : Miller
- Romano Puppo (VF : Pierre Garin) : Le boucher
- Bruno Corazzari (VF : Marc de Georgi) : Eric
- John Bartha (VF : Jacques Chevalier) : le garde de sécurité de la banque